# Luigi Revedin
Luigi Revedin (Venezia, 27 luglio 1807 – Treviso, 16 febbraio 1887) è stato un politico italiano.